# Méry-ès-Bois
Méry-ès-Bois je francouzská obec v departementu Cher v regionu Centre-Val de Loire. V roce 2021 zde žilo 551 obyvatel.

## Historie
První zmínka o lokalitě pochází z roku 1126, kdy byla darována cisterciákům z opatství Cour-Dieu (filiace Cîteaux) k založení nového opatství.

## Vývoj počtu obyvatel
Počet obyvatel 

## Památky
- Opatství Panny Marie z Loroy (Abbaye Notre-Dame de Loroy) - ruiny staveb bývalého cisterciáckého opatství, založeného v letech 1126-1129. Bylo zrušeno za náboženských válek roku 1562, obnoveno roku 1583 a definitivně zničeno francouzskými revolucionáři roku 1791. Kníže Clermont-Tonnerre dal koncem 19. století obnovit kapli a část prostor s refektářem. Alain-Fournier je vylíčil ve svém románu „Le Grand Meaulnes“ (1913) jako mystické místo na základě vyprávění své sestry Isabel, která tam  navštěvovala kapli.
- Kostel sv. Firmina - poutní kostel, každoročně v neděli po 24. září se koná pouť od kostela k prameni
- Studánka svatého Firmina - pramen vyvěrající u rybníka v místě „grand Beschignoux“; připisují se mu léčivé účinky a zázračné uzdravení opata Firmina.
- Dub svatého Štěpána, památný strom v lese u Saint-Palais